# Вимірювальна рулетка

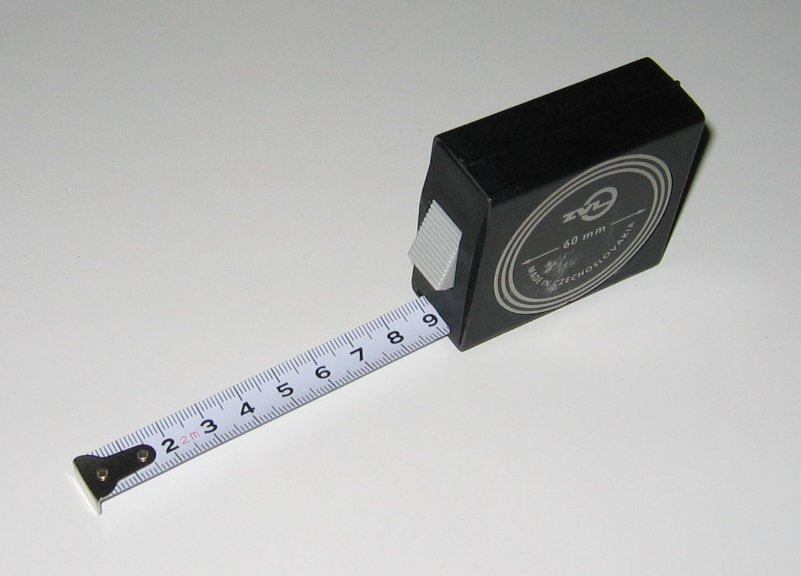

Рулетка вимірювальна, частіше просто рулетка (фр. roulette — «коліщатко») — вузька металева, полотняна або клейончаста стрічка з поділками, згорнута в рулон у футлярі; призначена для вимірювання невеликих відстаней. Стандартна довжина рулетки — 1, 2, 5, 10, 20, 30, 50, 100 м.
Сьогодні, крім звичайної вимірювальної рулетки, використовуються лазерні мірні рулетки. Приклади лазерних рулеток: DISTO-A3 і DISTO-A5 фірми «Leica»:
- діапазон відстаней — 0÷200 м;
- точність ± 2—3 мм;
- забезпечується запам'ятовування 20 останніх вимірювань.
- вимірює довжини у см, мм, м.